# Undabracon nigrithorax
Undabracon nigrithorax är en stekelart som beskrevs av Donald L.J. Quicke 1986. Undabracon nigrithorax ingår i släktet Undabracon och familjen bracksteklar. Inga underarter finns listade i Catalogue of Life.